# 우쓰노미야 요리쓰나

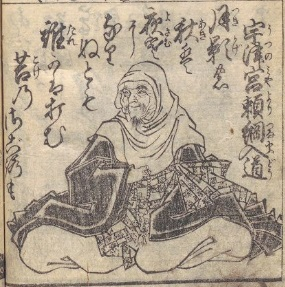
에유우 햐쿠슈(英雄百首, 우타가와 사다히데화)

우쓰노미야 요리쓰나(일본어: 宇都宮頼綱 うつのみや よりつな[*], 지쇼 2년(1178년) ~ 쇼겐 원년 음력 11월 12일(1259년 12월 26일))는 헤이안 시대 말기부터 가마쿠라 시대 전기까지의 무사, 고케닌, 와카 작가이다. 이요국의 슈고.
우쓰노미야씨는 후지와라노 가네후사의 계통으로 그 아들인 소엔대에 성씨를 우쓰노미야씨로 고쳤다. 요리쓰나는 일찍부터 각지의 전쟁에 참전한 공로로 가마쿠라 막부의 인정을 받았다. 1214년 출가한 이래로 시집 여러 편을 출간하였다. 후지와라노 사다이에와도 친분이 두터워(사촌이라는 설도 존재한다)자신의 오구라 산장에 장식할 시가를 의뢰했는데 이때 사다이에가 만든 작품이 바로 백인일수이다.

## 생애
지쇼 2년(1178년) 무렵, 우츠노미야 업강의 아이로서 탄생.그 후, 미나모토노 요리토모의 유모였던 사무코에게 맡겨져, 그 남편 고야마 마사미쓰의 유코가 되었다.분지 5년(1189년)의 오슈 전투에 기세이 양당을 거느리고 종군해 공적을 세운다.겐큐 5년(1194년) 2월에는 호조 요시토키의 적남 곤고(後条義)의 원복(元服) 의식에 참석한다.

## 공전 약령 소동
겐큐 5년(1194년) 5월, 조부·우쓰노미야 아사즈나가 시모츠케 국사의 노로 교보로부터 고우다 약령(百與町)을 고소당해 조정에 의해 분고 국부가 맡은 신세로 재정되고 만다.이는 정이대장군도 아니었던 미나모토노 요리토모가 명목상으로는 자신의 신봉으로는 부하에 대한 부지 등을 결재하지 못한 시기에 조정의 결재를 원치 않고 요리토모가 단독으로 부하의 영령을 배분해 버렸기 때문에 일어난 소동으로 요리토모는 이 일을 매우 우려했다고 한다.가마쿠라 세력과 행동을 같이했던 요리쓰나 등 관동지방의 무사들은 명목상으로는 조정에 직접 모시는 몸이긴 하지만 실제로는 미나모토노 요리토모의 뜻에 따라 행동하고 있었으며 실질적으로 조정의 명령이라도 효력을 준 것은 미나모토 요리쓰나였기 때문에 요리쓰나 등은 요리토모의 뜻에 따라 유배지에 가지 않았다고 한다.
어쨌든 요리토모의 주선으로 인해 요리쓰나는 일찌감치 사면되고, 마찬가지로 사면된 할아버지 아사쓰나는 출가하여 시모츠케오와[1]에서 은거생활을 하게 되었는데, 이때 요리쓰나가 우쓰노미야 가문을 계승한 것으로 여겨진다.요리토모의 사후, 요리쓰나는 마사하루 원년(1199년) 6월에 요절한 요리토모의 차녀·오토히메의 장례식에 공봉 해, 그 10월에는 다른 유력 어가와 함께 카지와라 카게토키의 변으로 카게토키 탄핵에 참가했다.그 후, 겐큐 원년(1204년) 무렵, 이요 국의 수호직을 받았다.

## 마키씨의 변모
겐큐 2년(1205년) 6월 22일 하타케야마 시게타다의 난이 일어났다.이때 요리쓰나는 호조 씨 쪽에 힘을 실어줬다. 그러나 같은 해 윤7월, 요리쓰나의 시어머니인 마키노카타와 호조 도키마사가 3대 쇼군 미나모토노 사네토모의 살해를 꾀한 마키씨의 변이 발생해, 다음 8월에는 요리쓰나 자신에게 모반의 혐의를 받게 된다.8월 7일, 요리쓰나가 일족 낭종을 이끌고 가마쿠라 참상을 모의해 모반을 기도하고 있다는 풍문이 있어 호조 요시토키(北条義時), 오에 히로모토(大江廣元), 아다치 카게모리(安達景盛) 등이 호조 마사코(北条政子) 저택에 합세해 오야마 아사마사(小山朝政)를 불러 평의를 했다.이 자리에서 오에 히로모토는 요리쓰나의 무도와 쇼군 가문에 대한 불충을 지적하며 고야마 아사마사에게 요리쓰나를 추토할 것을 주장하였으나, 아사마사는 요리쓰나와 의붓형제를 이유로 그 추토를 거절하였기 때문에 요리쓰나는 가마쿠라 정청에 의한 추토에서는 벗어나게 되었다.8월 11일, 요리쓰나는 아사마사를 통해 가마쿠라 정청에 서한을 보내 모반의 뜻이 없음을 진술하였고, 이후 8월 16일에는 하야에서 출가하기에 이르렀다.이 때 일족 낭종 60여명도 출가했다고 전해진다.8월 17일 요리쓰나는 우쓰노미야를 떠나 가마쿠라로 향했고 8월 19일 가마쿠라에 도착, 호죠 도쿠종가에 면회를 요청했지만 한 번은 거절당했다.그래서 일족의 유키 조광을 매개로 헌발하고 진사의 뜻을 표하여 지츠신보 렌세(實信房連生)라 호명하고, 교토 사가노의 고쿠라 산기슭에 암자를 두고 은둔했다고 한다.요리쓰나 출가 후 요리쓰나의 아들 등은 모두 어려서 동생 우쓰노미야 조업이 우쓰노미야 가문을 대표해 막부에 출사하게 된다.

## 출가후
요리쓰나는 그 후 호젠의 제자 증공에게 사사했지만 겐포 2년(1214년) 무렵까지는 가마쿠라 정청의 허락을 받아 5월에는 엔죠지 개수(園城寺改修)를 배명하고 산노사(山王社) 및 배전(配殿)의 수복에 힘쓰고 있다.정토종에 귀의했을 무렵부터 그 윤택한 재력으로 경상반과 우쓰노미야, 기류 등에 염불당(암자)을 세웠고, 그 유서는 현재도 각각 광명사류 ｢서방사｣, 우쓰노미야 ｢세이간지｣, 기류 ｢서방사｣로 전해지고 있다고 한다.건보 4년(1216년), 요리쓰나가 이가 국 임부장의 지두를 칭하고 가스가타이샤령을 압령하고 있자, 고후쿠지의 승려 노부카타(信賢)가 조정을 통해 가마쿠라 정청에 호소해 왔지만, 막부의 소송 범주가 아니기 때문에 기록소에서 합의하였다.
조큐 3년(1221년) 6월 조큐의 난이 일어났지만 요리쓰나는 가마쿠라 유수를 지냈다.또한 가로쿠 2년(1226년)에는 호조 야스토키의 요청에 따라 타이토키의 손자인 호조 게이토키(北条經時, 훗날 제4대 집권)와 요리쓰나의 손녀 약혼이 실현되었지만, 혼인 후 얼마 되지 않은 간 위안3년(1245년)에 손녀가 자식이 없이 15세에 요절했으며, 이듬해에는 게이토키도 병사했다.겐쵸 2년(1250년) 3월에 교토의 한원전을 개축하면서 그 조영잡장의 서이봉 당번이 되었다.
가로쿠 3년(1227년) 발생한 가로쿠의 법난 때는 엔랴쿠지의 승병으로부터 법연의 유해를 지키기 위해 렌세이(요리쓰나) 외에 동생인 노부오(시오야 조업), 호아(히가시타네요리), 도벤(시부야 시치로) 등 출가자와 로쿠바라 존의 유해를 입은 무사단들과 함께 히가시야마의 법연.
또한 동족인 후지와라노 사다이에와 친분이 두터워 딸을 적남인 다메이에를 시집을 보냈다. 다메이에가 야스사다 원년(1227년) 시나노쿠니의 지행국주가 되자, 동국의 사정에 밝은 요리쓰나가 사다이에 부자의 상담역으로서 시나노쿠니 통치에 관한 조언을 하고 있다. 또한 사다이에는 가마쿠라에 있던 요리쓰나의 아내(토키마사의 딸)로부터 이복누나인 호조 마사코의 사망 소식을 로쿠바라-탐제보다 먼저 받았다.
쇼겐 원년(1259년) 11월 12일, 쿄(京)에서 향년 88세로 사망했다. 그 유언에 따라 경서산 삼고사의 증공묘 옆에 묻혔다고 한다. 현재, 이 젠미네사 외에 도치기현 우쓰노미야시 세이간지와 같은 하가군 마시코마치 지조원에도 묘비가 있다.

## 우타인(歌人)
요리쓰나는 아버지의 대물림으로 가인으로서도 뛰어났으며, 동족인 후지와라노 사다이에와 친분을 쌓았으며, 우쓰노미야 가단을 교토 가단, 가마쿠라 가단에 비견될 정도의 지위로 끌어올리고, 이들을 합해 일본 3대 가단으로 일컫는 초석을 다졌다. 백인일수는 교토의 별장 오구라산장에 살았을 때, 자택으로 선정받은 와카 98수를 그 맹장지 그림으로 장식한 것에서 시작된다고 한다.13대집에 요리쓰나의 작품이 다수 수록되어 있다.

## 같이 보기
- 시모쓰케 우쓰노미야씨
- 우쓰노미야씨
- 백인일수

| 전임 우쓰노미야 나리쓰나 | 제5대 시모쓰케 우쓰노미야씨 당주 1150년 ~ 1156년 | 후임 우쓰노미야 야스쓰나 |